# COVID-19-Pandemie in Somaliland

Lage von Somaliland

Die COVID-19-Pandemie tritt in Somaliland seit März 2020 als Teil der weltweiten COVID-19-Pandemie auf, die im Dezember 2019 in China ihren Ausgang nahm. Die COVID-19-Pandemie betrifft die neuartige Erkrankung COVID-19. Diese wird durch das Virus SARS-CoV-2 aus der Gruppe der Coronaviridae verursacht und gehört in die Gruppe der Atemwegserkrankungen. Ab dem 11. März 2020 stufte die Weltgesundheitsorganisation (WHO) das Ausbruchsgeschehen des neuartigen Coronavirus als weltweite Pandemie ein.

## Verlauf
Obwohl es in Somaliland nur 36 Krankenhäuser gibt und es auch an anderen medizinischen Materialien für seine 3,5 Millionen Bewohner mangelt, gibt es eine funktionierende schnelle medizinische Eingreiftruppe, um vor Ort Kontrollen und Quarantänemaßnahmen zu verhängen. Zusätzlich tragen der landesweit verbreitete bargeldlose Zahlungsverkehr und die internationale Isolierung des Landes zur geringen Verbreitung von COVID-19 bei.

## Maßnahmen der Regierung
Die Regierung von Somaliland hat landesweite Aufklärungskampagnen an öffentlichen Plätzen, in Bussen und im Rundfunk gestartet. Auch islamische Geistliche informieren die Bevölkerung über die Risikofaktoren und Hygienemaßnahmen gegen Covid-19. Landesweit wurden alle Schulen geschlossen. Der Unterricht wird über die dortigen öffentlichen Medien verbreitet, zudem wird Online-Unterricht angeboten.

## Internationale Hilfe
Somaliland hat Stand Mai 2020 aufgrund seiner internationalen Nichtanerkennung keine Hilfe aus der übrigen Welt erhalten.